# Engyum oculare
Engyum oculare là một loài bọ cánh cứng trong họ Cerambycidae.